# Gift Links
Gift Links, né le 2 octobre 1998, est un footballeur international sud-africain qui joue au poste d'ailier à l'AGF Århus.

## Biographie

### En club
Formé au Platinum Stars FC de Rustenburg, il fait ses débuts professionnels lors de la saison 2016-17. Il est ensuite transféré au club égyptien du Pyramids Football Club en janvier 2018.
Mais à l'été 2018, le milliardaire saoudien Turki Al-Sheikh (en) modifie complètement le club égyptien, en faisant éphémèrement le club le plus dépensier du continent africain, et renouvelant quasi totalement l'effectif de l'équipe.
Entre-temps devenu international sud-africain, le jeune Links, qui fait déjà figure de prodige national adolescent,, signe au Cape Town City FC, avec un transfert alors record pour le club de la métropole,.
Lors de la saison 2018-2019, il inscrit cinq buts en championnat. Le 16 janvier, il se met en évidence en marquant un doublé lors de la réception du club de Free State Stars (victoire 5-0).
Lors de l'été 2019, Gift Links est annoncé auprès du club de Superliga danoise de l'AGF Århus, là encore pour une somme record du point de vue du club du Cap,. Il marque son premier but avec le club danois le 26 septembre 2019 contre le VSK Aarhus (da) en Coupe danoise. Performant et apprécié dans le club de Århus, il accumule néanmoins un temps de jeu limité du fait de la concurrence de Mustapha Bundu. 

### En sélection
À seulement 19 ans, Gift Links impressionne dès ses débuts avec les Bafana Bafana, lors de la Coupe COSAFA 2018.

## Palmarès
Cape Town City FC
- MTN 8 (en) (1) :
  - Vainqueur : 2018.